# بنجامين سالسبوري
بنجامين سالسبوري (بالإنجليزية: Benjamin Salisbury)‏ هو ممثل أمريكي، ولد في 19 أكتوبر 1980 بمنيابولس في الولايات المتحدة.

## أعمال

### مسلسلات
- المربية

## وصلات خارجية
- بنجامين سالسبوري على موقع IMDb (الإنجليزية)
- بنجامين سالسبوري على موقع قاعدة بيانات الأفلام السويدية (السويدية)
- بنجامين سالسبوري على موقع إن إن دي بي (الإنجليزية)
- بنجامين سالسبوري على موقع قاعدة بيانات الفيلم (الإنجليزية)